# Polen i olympiska vinterspelen 2014
Polen deltog med 59 aktiva under de olympiska vinterspelen 2014 i Sotji, Ryssland.

## Medaljer
| Polen i vinter-OS 2014 Sotji | Polen i vinter-OS 2014 Sotji                                                  | Polen i vinter-OS 2014 Sotji  | Polen i vinter-OS 2014 Sotji | Polen i vinter-OS 2014 Sotji |
| Medaljer                     | Utövare                                                                       | Sport                         | Gren                         |                              |
| ---------------------------- | ----------------------------------------------------------------------------- | ----------------------------- | ---------------------------- | ---------------------------- |
| Guld                         | Kamil Stoch                                                                   | Backhoppning                  | Herrarnas normalbacke        |                              |
| Guld                         | Justyna Kowalczyk                                                             | Längdskidåkning               | Damernas 10 kilometer        |                              |
| Guld                         | Zbigniew Bródka                                                               | Hastighetsåkning på skridskor | Herrarnas 1 500 meter        |                              |
| Guld                         | Kamil Stoch                                                                   | Backhoppning                  | Herrarnas stora backe        |                              |
| Silver                       | Katarzyna Bachleda-Curuś Natalia Czerwonka Luiza Złotkowska Katarzyna Woźniak | Hastighetsåkning på skridskor | Damernas lagtempo            |                              |
| Brons                        | Zbigniew Bródka Konrad Niedźwiedzki Jan Szymański                             | Hastighetsåkning på skridskor | Herrarnas lagtempo           |                              |